# Melodic
Melodic es una publicación sueca que se edita diariamente a través de Internet. Está dedicada a la crítica y comentarios de música, noticias musicales y entrevistas a artistas. Está enfocada principalmente a la música independiente y música  rock. Aunque, en menor medida, abarcan géneros musicales que como electrónica, el pop, el hip hop, la música dance, el folk, el jazz y la música experimental.
El sitio, que se fundó en 1999, se concentra en las novedades musicales, pero los periodistas de Melodic también repasan álbumes y box sets ya editados. El sitio ha publicado listas de "best-of" (lo mejor de) así como también especiales anuales que dan detalle de los mejores álbumes de cada año.